# Geschäftsstelle
Eine Geschäftsstelle des deutschen Gerichtsverfassungsrechts ist eine Einrichtung, die nach § 153 GVG und § 13 VwGO, § 12 FGO, § 7 Abs. 1 ArbGG, § 4 SGG bei Gerichten und Staatsanwaltschaften gebildet wird. Die Geschäftsstelle wird mit der erforderlichen Zahl von Urkundsbeamten besetzt.

## Geschichte
Die Geschäftsstelle geht auf die im Gerichtsverfassungsgesetz (GVG) von 1877 vorgesehene Gerichtsschreiberei zurück (§ 154 GVG aF). Ziel dieser Einrichtung war es, die Richterschaft zu entlasten und Gerichtstätigkeiten, zu deren Wahrnehmung es keiner akademischen Ausbildung bedurfte, auf Beamte des mittleren oder gehobenen Justizdienstes zu übertragen. Im Jahre 1909 wurden durch eine ZPO-Novelle auch richterliche Aufgaben, vor allem die Kostenfestsetzung, auf die Gerichtsschreiberei übertragen. Seit 1927 spricht der Reichsgesetzgeber von ‚Geschäftsstelle‘ statt ‚Gerichtsschreiberei‘. Auch die Bezeichnung ‚Gerichtsschreiber‘ wurde im amtlichen Sprachgebrauch mittlerweile aufgegeben.
Die Einführung der Geschäftsstelle bei den Staatsanwaltschaften erfolgte durch das Erste Gesetz zur Reform des Strafverfahrensrechts vom 9. Dezember 1974.
Mit der Einführung des elektronischen Rechtsverkehrs soll sich die klassische Aufgabenverteilung zwischen sachentscheidenden Richtern, Staatsanwälten, Rechtspflegern und Amtsanwälten einerseits und den unterstützenden Tätigkeiten der Urkundsbeamten der Geschäftsstelle (UdG) andererseits stark verändern.

## Urkundsbeamter der Geschäftsstelle
In der Regel ist der Urkundsbeamte der Geschäftsstelle (§ 153 GVG) ein Beamter des mittleren Dienstes, teilweise auch ein Justiz- oder Verwaltungsfachangestellter. Dem Beamten wird die Tätigkeit als Urkundsbeamter der Geschäftsstelle anvertraut, wobei diese Betrauung keiner besonderen Form bedarf. Auch derjenige Beamte des gehobenen Dienstes, der die Rechtspflegerprüfung bestanden hat, kann nach § 27 Abs. 1 RPflG vorübergehend mit der Wahrnehmung der Tätigkeit als Urkundsbeamter der Geschäftsstelle betraut werden, ebenso derjenige, der nach seinem Wissens- und Leistungsstand einem Beamten des mittleren Dienstes gleichsteht.

## Aufgaben
Die Geschäftsstelle nimmt bei Gerichten und der Staatsanwaltschaft alle Aufgaben wahr, die nicht ausdrücklich dem Richter, Staatsanwalt, Rechtspfleger oder Amtsanwalt zugewiesen sind. Insbesondere nehmen die Urkundsbeamten der Geschäftsstelle (UdG) Beurkundungen vor, erteilen Ausfertigungen gerichtlicher Entscheidungen, einfache Vollstreckungsklauseln (für qualifizierte ist der Rechtspfleger zuständig) oder fungieren als Protokollführer.
Ein Teil der Geschäftsstelle ist die Rechtsantragsstelle des Gerichts.
Eine umfassende Aufgabenbeschreibung für UdGs im Bereich des elektronischen Rechtsverkehrs findet sich in § 29 der Handelsregisterverordnung (HRV).

## Stellung und Rechtsmittel
Der Urkundsbeamte wird als Organ der Rechtspflege, nicht als Teil der Justizverwaltung tätig. Seine Entscheidungen sind daher auch nicht als Justizverwaltungsakte nach §§ 23 ff. EGGVG anfechtbar, sondern unterliegen, soweit nicht die einzelnen Verfahrensordnungen etwas anderes vorschreiben, der Kontrolle durch den Richter, Staatsanwalt oder Rechtspfleger auf eine Erinnerung.